# Doce lecciones de felicidad conyugal
Doce lecciones de felicidad conyugal es una serie de televisión, emitida por TVE en 1969, con guiones y dirección de Luis Calvo Teixeira. Se trata de una adaptación de unos guiones escritos por el francés André Maurois para la radio. 

## Argumento
Un ilustrado profesor (Rafael Navarro) imparte, a lo largo de la serie, doce lecciones sobre cómo deben comportarse los miembros de una pareja para asegurar el triunfo de su matrimonio. Las lecciones son puestas en práctica por un joven matrimonio.

## Listado de episodios
- Presentación
- La conquista
- Viaje de novios
- Luna de miel o luna de melaza
- Matrimonio y amistades
- Los conflictos menores
- Sobre gustos no hay nada escrito
- Catástrofe
- Grandes borrascas
- El seductor
- Bodas de plata
- Diez años después
- Los conflictos mayores